# 朱榮渡
通城溫惠王朱榮渡（15世紀—16世紀），明朝楚藩第三代通城王，通城榮順王朱季𰊺之孫，通城僖穆王（追封）朱均钃之嫡長子。

## 生平
天順四年（1460年），獲賜名榮渡。成化二十三年（1487年），朱榮渡襲封通城王。
正德、嘉靖之際，朱榮渡去世，享年六十九歲，諡號溫惠。長子朱顯櫃先卒，朱顯櫃之子朱英焀於嘉靖三年（1524年）襲爵。

## 家庭

### 子孫
- 長子：通城懷簡王（追封）朱顯櫃
  - 孫：輔國將軍→通城王朱英焀[4]